# Esaidro-1,3,5-triazine

Struttura di una esaidrotriazina trisostituita, dove R indica un generico residuo alchilico

In chimica, le esaidro-1,3,5-triazine sono una classe di composti eterociclici con formula bruta (CH2NR)3. Sono derivati ridotti delle 1,3,5-triazine, che invece hanno formula (CHN)3, e sono una famiglia di eterocicli aromatici.

## Preparazione
La esaidro-1,3,5-triazine ((CH2NH)3) sono state ritrovate come un intermedio nella condensazione di formaldeide ed ammoniaca, una reazione che produce esametilen tetra ammina. I derivati N-sostituiti tuttavia sono più stabili. Queste triazine N,N',N''- trisostituite vengono dalla condensazione di una ammina e formaldeide come mostrato nella via di sintesi del 1,3,5-trimetil-1,3,5-triazacicloesano:
3 CH2O  +  3 H2NMe   →   (CH2NMe)3  +  3 H2O
I derivati C-sostituiti invece sono ottenuti dalla reazione tra ammoniaca e aldeidi alchiliche:
3 RCHO  +  3 H2NR   →   (RCHNH)3  +  3 H2O
Questi composti cristallizano tipicamente con acqua. Le 1-alcanol ammine sono intermedi in questo tipo di condensazioni.

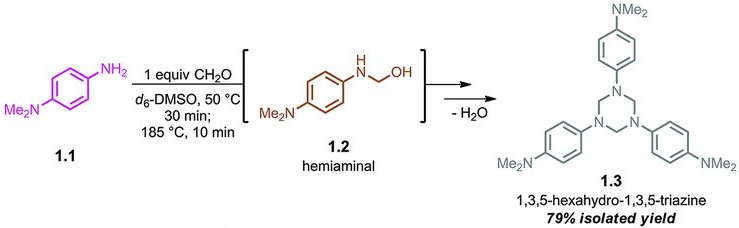
Esempio di condensazione tra un'anilina sostituita, la N,N-dimetil- e la formaldeide N,N-dimethyl-p-phenylene diamine (1.1) e una quantità stechiometrica di p-araformaldeide. Hemiaminal 1.2 è un composto intermedio dell'esoidrotriazina sostituita 1.3.

Le N,N,N-triacil triazine provengono invece dalla reazione tra esametilen tetra ammina con cloruri acilici oppure dalla reazione tra ammidi e formaldeide.
A differenza delle triazine aromatiche, le esaidro triazine sono conformazionalmente flessibili, essendo prive di doppi legami. Talvolta, alcuni trimeri di isocianati sono definiti come 2,4,6-triossoesaidro-1,3,5-triazine, di formula RNC(O))3. L'esplosivo RDX è il trinitro derivato della esaidro-1,3,5-triazina.
Sono stati anche sintetizzati dei polimeri della esaidro-1,3,5-triazina.